# 江西叉突𧐐
江西叉突𧐐（学名：Furcaperla jiangxiensis）一种分布于中华人民共和国江西省和福建省的昆虫，隶属于𧐐科（石蝇科）叉突𧐐属，是一种中型𧐐翅目昆虫，模式产地为江西贵溪。本种在2023年被收录为《有重要生态、科学、社会价值的陆生野生动物名录》。其种加词“jiangxiensis”意为“江西的”。

## 形态特征
江西叉突𧐐体长16～19毫米，前翅长19～23毫米，后翅长16～20毫米。头部呈黄色，触角、口器和须为黑色。胸部大部分呈褐色，前胸背板为黑色，但前缘为黄色。足呈黑色，基节和转节为黄色。腹部黄色，腹部背面为黄褐色。

## 保护
本种于2023年被收录入《有重要生态、科学、社会价值的陆生野生动物名录》。